# Cmentarz żydowski w Czersku
Cmentarz żydowski w Czersku – został założony w 1900 roku i zajmuje powierzchnię 0,5 ha na której – wskutek dewastacji z czasów II wojny światowej – zachowało się jedynie kilka nagrobków.